# Condado de Luna (1348)

Escudo de los Ferrench de Luna de la casa de Luna.

El condado de Luna fue un título nobiliario aragonés, creado el 18 de agosto de 1348, por el rey Pedro IV de Aragón, a favor de Lope de Luna, III señor de Segorbe y IX señor de Luna, con motivo de la victoria en la batalla de Épila contra la Unión de Aragón.

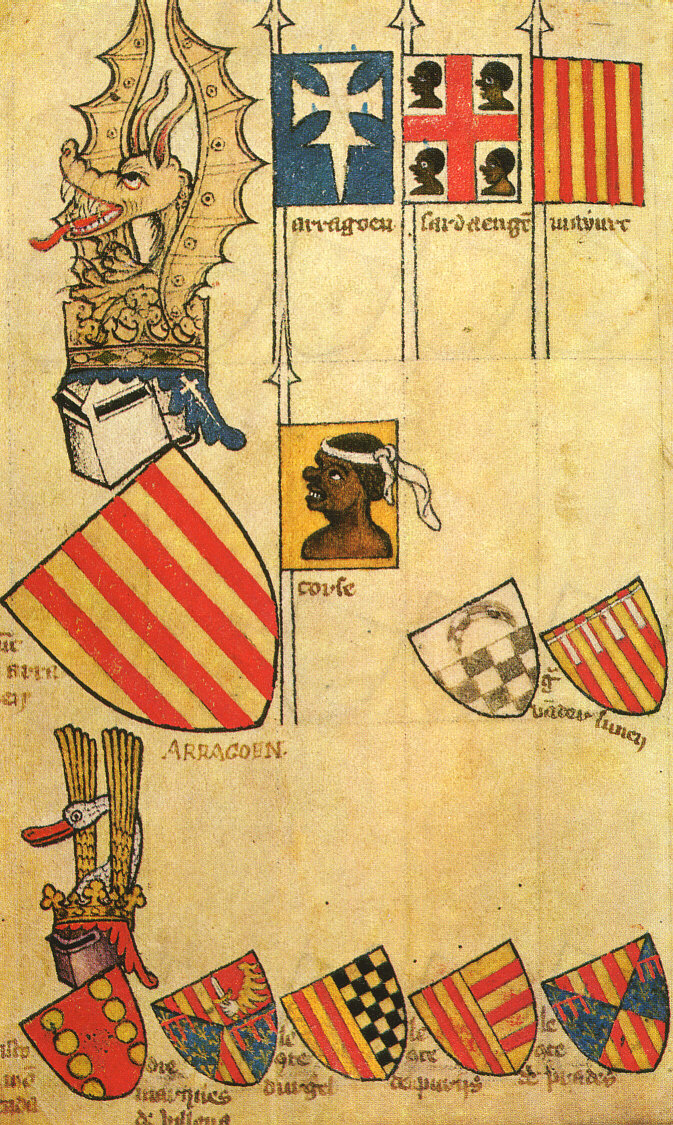
Página del Armorial de Gelre donde aparece el escudo de la Casa de Luna.

## Denominación
Su denominación hace referencia a la localidad de Luna, en la provincia de Zaragoza, en la comarca de las Cinco Villas. Quedó extinguido en 1430, cuando Alfonso V de Aragón desposeyó de sus títulos y posesiones, incorporándolas a la corona, a Fadrique de Aragón por traición.
En la actualidad está vigente el condado de Luna creado por Felipe II el 18 de agosto de 1598, a favor de Francisco de Gurrea y Aragón, VI duque de Villahermosa, a cambio de su renuncia al condado de Ribagorza.

## Condes de Luna
- Lope de Luna, IX señor y I conde de Luna, III señor de Segorbe
- María de Luna, II condesa de Luna, IV señora de Segorbe
  - Martín I de Aragón, II conde consorte de Luna, IV señor consorte de Segorbe
- Martín I de Sicilia, III conde de Luna, V señor de Segorbe
- Fadrique de Aragón, IV conde de Luna, VI señor de Segorbe